# Vrouwenstandpunt van de Staatkundig Gereformeerde Partij
De Staatkundig Gereformeerde Partij (SGP) ziet de verhouding tussen man en vrouw als onderdeel van een onveranderlijke scheppingsorde. De SGP leidt uit bijbelteksten af, dat mannen en vrouwen door God een eigen “roeping en plaats” gegeven is, dat daarbij “de man het hoofd van de vrouw” is, en dat zitting nemen van de vrouw in politieke organen “strijdt met de roeping van de vrouw”. Het regeerambt is voorbehouden aan de man. Desalniettemin erkende de SGP Beatrix, de koningin van Nederland van 1980 tot 2013, “als regerend bij de gratie Gods”.
In haar eerste partijprogramma uit 1918 wees de SGP het vrouwenkiesrecht af. Toen in 1922 het actief vrouwenkiesrecht werd ingevoerd riep zij vrouwen op om - ondanks de opkomstplicht - niet te gaan stemmen. Pas in 1989 werd, onder invloed van de maatschappelijke ontwikkelingen, in het beginselprogramma opgenomen dat de vrouw zelf moet bepalen of zij meent wel of niet te moeten gaan stemmen.
Deze standpunten van de SGP tijdens de eerste en de tweede feministische golf passen binnen het antifeminisme.
Door een maas in de statuten konden in 1984 enkele vrouwen lid worden van de partij. In 1993 legde de SGP expliciet vast dat vrouwen geen lid konden worden. Dit leverde veel kritiek op en toen de partij in 1994 haar derde Tweede Kamerzetel verloor, schreef zij dit verlies onder andere toe aan haar vrouwenstandpunt. In 1996 werd bepaald dat vrouwen buitengewoon lid konden worden. Onder druk van een bij de rechter afgedwongen subsidiestop en van de eigen linkervleugel werd in 2006 het lidmaatschap opengesteld voor vrouwen, met als redenering: wie lid is van een politieke partij regeert nog niet. Wel werden vrouwen expliciet uitgesloten van politieke functies. Op 9 april 2010 droeg de Hoge Raad de Staat der Nederlanden op, maatregelen te nemen zodat de SGP 'het passief kiesrecht aan vrouwen toekent'. Op 16 maart 2013 besloot de partij dit recht formeel aan vrouwen toe te kennen. Op 19 maart 2014 werd de eerste vrouwelijke SGP-volksvertegenwoordiger gekozen.

## Vrouwenkiesrecht
Al vanaf de oprichting van de partij in 1918 is de SGP van mening dat de vrouw op grond van de Bijbel geen regeermacht toekomt. Zij wees in haar eerste partijprogramma het actief en passief kiesrecht voor vrouwen dan ook af: "Vrouwenkiesrecht is echter in strijd met de roeping der vrouw" (artikel 12). De vrouw behoorde niet te stemmen en behoorde zich ook niet verkiesbaar te stellen.
Ondanks de formele continuïteit in haar uitgangspunt wijzigde de SGP in de loop van de jaren haar opvattingen over wanneer sprake was van regeermacht. Ook veranderde de praktische toepassing van haar bezwaren tegen deelname van vrouwen aan de politiek. Dit gebeurde onder invloed van maatschappelijke ontwikkelingen en veranderingen in de politieke verhoudingen.
De oprichting van de SGP in 1918 was mogelijk geworden doordat het districtenstelsel vervangen was door een stelsel van evenredige vertegenwoordiging. Tot dan was de aanhang te klein en te verspreid geweest om in een district een meerderheid te kunnen halen. De meeste stemgerechtigde SGP'ers hadden daarom op kandidaten van de gereformeerde ARP gestemd. De nieuwe partij moest dus haar eigen achterban opbouwen door deze ARP-stemmers aan zich te binden. Dit deed zij door zich als een principiëler versie van de ARP te presenteren. Een van de punten waarop dit kon was het vrouwenkiesrecht. Deze ARP was namelijk oorspronkelijk onder invloed van de scheppingsvisie van haar voorman Abraham Kuyper voor een gezinshoofdenkiesrecht geweest, maar had bij de pacificatie van 1917 haar bezwaren tegen het individueel algemeen kiesrecht laten varen.
In 1922 kregen vrouwen algemeen stemrecht. Vanwege de daaraan verbonden opkomstplicht betekende dit voor de SGP een probleem. Toch handhaafde de partij haar bezwaren tegen het vrouwenkiesrecht en adviseerde de vrouwen uit haar achterban om niet te stemmen. De SGP heeft nooit vrouwen formeel verboden om te gaan stemmen. In de beginjaren werd een aantal weigeraarsters beboet en enkelen van hen kregen zelfs plaatsvervangende hechtenis, omdat zij weigerden de boete te betalen. Hier stelde de SGP kamervragen over. Veel vrouwen uit SGP-kring gingen echter wel stemmen, en er waren ook verschillende ‘SGP-predikanten’ die hen daartoe stimuleerden.
In de loop van de jaren gingen steeds meer vrouwen stemmen. Niet alleen de boetes wogen door, maar ook de traditionele gehoorzaamheid aan de overheid die deze plicht immers oplegde en het besef dat niet stemmen ten koste ging van de invloed van de partij bevorderden deze ontwikkeling.
Vanaf de jaren zestig kwam binnen de SGP de afwijzing van het vrouwenkiesrecht onder druk te staan. Onder invloed van de vrouwenemancipatie ontstond bij de linkervleugel van de SGP de opvatting dat de uitsluiting van vrouwen van het kiesrecht onjuist was. Het werd een van de thema's in het conflict tussen de vernieuwingsgezinde stroming en de reactionaire Landelijke Stichting tot Handhaving van de Staatkundig Gereformeerde Beginselen. Ook begon de partij aan de linkerzijde stemmen te verliezen door de oprichting van de Reformatorische Politieke Federatie (RPF) en de goede reputatie van het exclusief aan de Gereformeerde Kerken (vrijgemaakt) gelieerde Gereformeerd Politiek Verbond (GPV). De SGP was niet langer het enige alternatief voor kiezers die de ARP onvoldoende principieel vonden.
Gevolg was, dat de partij in 1989 bij een wijziging van haar beginselprogramma het standpunt over het actief vrouwenkiesrecht afzwakte tot de huidige versie: als vrouwenkiesrecht voortkomt “uit een revolutionair emancipatiestreven” is het strijdig met de roeping van de vrouw. Het werd aan de vrouw zelf overgelaten of zij de stembusgang kan verenigen met haar geweten (artikel 10). Hiermee sloot de partij aan bij de inmiddels bij veel SGP-vrouwen gegroeide overtuiging dat het actief kiesrecht niet behoorde tot de uitoefening van het regeerambt. Zij zagen hun stembusgang dan ook niet als een poging om op het terrein van de man actief te worden.
Tegelijkertijd werd in hetzelfde artikel 10 van het beginselprogramma vermeld dat “het zitting nemen van de vrouw in politieke organen” “strijdt met de roeping van de vrouw”. Hiermee bevestigde de partij een uitspraak van de Algemene Vergadering uit 1920, waarin nadrukkelijk was uitgesproken dat het passief kiesrecht ook viel onder de afwijzing van het vrouwenkiesrecht.
Een tussenvorm waar sommigen de voorkeur aan geven is dat de vrouw de man een volmacht geeft om ook voor haar te stemmen.

## Lidmaatschap van vrouwen

### Vrouwelijke leden (1984-1993)
In 1984 waren enkele vrouwen lid geworden van de Haagse kiesvereniging van de SGP. Een van die vrouwen, Riet Grabijn-van Putten, trad hierbij in de openbaarheid en stelde de positie van SGP-vrouwen met politieke ambities publiekelijk aan de orde. Doordat de landelijke statuten niets meldden over een verbod voor vrouwen om partijlid te worden, gaf het hoofdbestuur de plaatselijke vereniging de vrijheid hierover zelf een besluit te nemen. Deze vrouwen werden echter vanwege bezwaren van andere kiesverenigingen niet toegelaten op regionale en landelijke vergaderingen. Grabijn kreeg het na het dreigen met een kort geding voor elkaar om in 1992 aanwezig te zijn bij de algemene ledenvergadering in Utrecht. Na jarenlange discussie en de nodige rapporten en nota's werd in september 1993 besloten dat het lidmaatschap van de SGP de vrouw niet toekwam, maar doordat een amendement dat het lidmaatschap alleen aan mannen toekende werd verworpen, konden de weinige vrouwen die al lid waren dat blijven. Kort hierna meldde de Roermondse Yvonne Franssen zich aan als lid om zo een veroordeling van de SGP wegens discriminatie van vrouwen uit te lokken. In eerste instantie sprak de rechter uit dat zij terecht was afgewezen omdat zij de grondslag van de partij niet onderschreef. In het hoger beroep dat zij met steun van het Clara Wichmann Instituut instelde, oordeelde het hof Den Haag dat de SGP weliswaar discrimineerde, maar dat zij hiervoor niet gestraft hoefde te worden.

### Buitengewoon lidmaatschap (1996-2005)
In 1994 verloor de partij haar derde Tweede Kamerzetel. Volgens verschillende prominente partijleden (onder andere partijvoorlichter Menno de Bruyne) was dit een gevolg van de beslissing vrouwen uit te sluiten van het lidmaatschap. Daarom werd in 1996 een nieuw compromis over het partijlidmaatschap gesloten. In tegenstelling tot 1993 werd nu wel het lidmaatschap expliciet tot mannen beperkt, maar daartegenover stond dat er een buitengewoon lidmaatschap werd gecreëerd dat uitdrukkelijk ook aan vrouwen kon worden toegekend. Vrouwen mochten wel meedenken, maar niet mee beslissen. De plaatselijke kiesverenigingen mochten zelf bepalen of zij wel of niet vrouwen toelieten als buitengewoon lid. De vrouwen die al lid waren, behielden hun lidmaatschap.
Het compromis loste de spanningen binnen de partij niet op. Met name de hoger opgeleide jongeren en de burgemeesters en wethouders die lid waren van de SGP bleven moeite houden met de uitsluiting van vrouwen als gewoon lid. Riet Grabijn-van Putten besloot de zaak aanhangig te maken bij de Commissie Gelijke Behandeling. De stichting Proefprocessenfonds Clara Wichmann begon samen met enkele vrouwen- en mensenrechtenorganisaties in 2003 opnieuw een procedure tegen de SGP. Omdat het Instituut geen belanghebbende was - ondanks verschillende pogingen daartoe was het niet gelukt om een vrouwelijk potentieel SGP-lid te vinden dat bereid was om tegen de partij te procederen - werd de vordering dat de SGP vrouwen de mogelijkheid moest bieden om volwaardig lid te worden afgewezen.
Een gelijktijdig aangespannen procedure tegen de Staat der Nederlanden had wel succes. Hierin vorderden 'Wichmann' c.s. dat de gebruikelijke subsidie voor politieke partijen, die ook de SGP ontving, stop diende te worden gezet omdat deze partij vrouwen discrimineerde. Hierdoor handelde de regering in strijd met de anti-discriminatiebepalingen in onder andere het VN-Vrouwenverdrag, het Europees Verdrag voor de Rechten van de Mens en de Nederlandse Grondwet. De rechter oordeelde op 7 september 2005 inderdaad dat de Staat in strijd met artikel 7 van het VN-Vrouwenverdrag handelde door de SGP te subsidiëren, zolang deze partij vrouwen niet toestond lid te worden. Zowel de Staat als de SGP ging in hoger beroep tegen dit vonnis.

### Gewoon lid, maar met beperkingen (2005-2013)
Zowel de druk van de linkervleugel van de partij als de externe druk door de rechterlijke uitspraken - hoewel de SGP dit zelf stellig ontkende - leidden ertoe dat de partij op 24 juni 2006 besloot dat vrouwen gewoon lid van de SGP kunnen worden. De bepaling in artikel 10 van het beginselprogramma uit 1989 dat politieke functies, zowel vertegenwoordigende als besturende, binnen de SGP gereserveerd waren voor mannelijke partijleden, werd echter gehandhaafd. De wijziging was voorbereid door het zoveelste rapport over de positie van de vrouw. Daarin werd gesteld dat het lid zijn van een politieke partij niet langer beschouwd moest worden als ‘regeren’, zodat formeel de scheppingsorde die de vrouw van het regeerambt uitsloot gehandhaafd kon blijven. Dit besluit werd positief onthaald door de SGP-jongeren. Omdat vrouwen echter nog steeds niet volledig gelijkwaardig lid waren, zag de regering zich nog steeds genoodzaakt de subsidiëring van de SGP te staken.
Op 5 december 2007 stelde de Raad van State dat de Staat ten onrechte op basis van het vonnis in de Clara Wichmann-zaak geweigerd had de SGP de gebruikelijke subsidie voor politieke partijen te geven.
In dezelfde maand werd ook een uitspraak gedaan in het hoger beroep dat de Staat en de SGP hadden ingesteld tegen het subsidieverbod. In dit arrest van 20 december 2007 werd het subsidieverbod vernietigd, maar de veroordeling wegens overtreding van de anti-discriminatiebepalingen uit het VN-Vrouwenverdrag bleef in stand. De Staat diende daarom maatregelen te treffen die ertoe zullen leiden dat de SGP het passief kiesrecht ook aan vrouwen zal toekennen.
In een tweetal cassatiezaken die door de Staat en de SGP waren ingesteld bekrachtigde de Hoge Raad op 9 april 2010 het arrest van het hof. De klacht die de SGP tegen de uitspraak van de Hoge Raad indiende bij het Europees Hof voor de Rechten van de Mens werd in 2012 niet ontvankelijk verklaard. Het Hof vond verdergaande actie tegen de SGP wenselijk, maar kon hierover geen uitspraak doen, omdat dit niet aan de orde was in deze zaak.
De SGP gaf aan te overwegen om artikel 10 van het beginselprogramma, waarin staat dat vrouwen het regeerambt niet toekomt, te handhaven, maar de formeel-juridische belemmeringen om vrouwen op kieslijsten te plaatsen te laten vervallen.

### Formeel verkiesbaar, handhaving regeerambtbeginsel (2013-)
Op een huishoudelijke vergadering van de SGP op 16 maart 2013 stemde 80% van de kiesverenigingen voor een voorstel van het hoofdbestuur om de belemmeringen voor vrouwen wat betreft het passief kiesrecht weg te nemen. Hierdoor werd het formeel mogelijk dat vrouwen op kieslijsten van de SGP komen. Dit werd vastgelegd middels een aanvulling op het algemeen partijreglement. Het artikel in het beginselprogramma over het regeerambt bleef wel overeind. De aanvulling op het reglement is dat het artikel echter "rechtens niet aan kandidaten kan worden tegengeworpen". Veel leden zeiden overigens weinig aanmeldingen van vrouwen te verwachten. Minister Plasterk concludeerde in een brief aan de Tweede Kamer van 27 maart dat met het besluit de kandidaatstellingsprocedure in overeenstemming was gebracht met "het geldende recht zoals dat door de Hoge Raad is uitgelegd" en schreef: "Daarmee is de noodzaak voor de Staat om (verdere) maatregelen te treffen vervallen".
Op 26 augustus 2013 werd de 40-jarige Lilian Janse-van der Weele door de SGP-kiesvereniging te Vlissingen gekozen als lijsttrekker voor de gemeenteraadsverkiezingen van 2014. Janse was voor het lijsttrekkerschap voorgedragen door het lokale partijbestuur nadat eerst zes mannen voor de functie waren gevraagd, maar weigerden. Hiermee werd Janse-van der Weele de eerste vrouw die gebruik maakte van het in maart 2013 voor SGP-vrouwen opengestelde passief kiesrecht. Het landelijk bestuur van de partij bij monde van algemeen voorzitter Maarten van Leeuwen reageerde teleurgesteld, verwijzend naar het beginselprogramma.
Op 19 maart 2014 werd Lilian Janse verkozen, waarmee ze de eerste vrouwelijke volksvertegenwoordiger namens de Staatkundig Gereformeerde Partij werd.
Voor de gemeenteraadsverkiezingen in maart 2018 werd in Amsterdam de 24-jarige Paula Schot als lijsttrekker aangewezen. Dit was tevens de eerste keer dat de SGP aan de raadsverkiezingen in de hoofdstad meedeed.
Op 29 oktober 2020 werd Paula Schot beëdigd als wethouder van de gemeente Schouwen-Duiveland. Zij is hiermee de eerste vrouw die namens de SGP wethouder is.